# Exoterisme
L'exoterisme és el contrari de l'esoterisme. El mot deriva del grec ἔξω eksô, "cap enfora". Es refereix a tot allò que és públic, sense limitacions o universal.
Moltes societats i organitzacions humanes es divideixen en dos nivells: el que és exotèric o "imatge pública" i el que és esotèric o "a porta tancada". I també hi ha organitzacions fraternals, com ara la Francmaçoneria, que tenen un nivell inicial accessible als no iniciats, però que bàsicament són accessibles només per als iniciats en cada nivell, que segueixen tenint prohibit l'accés als nivells superiors.
En política, una forma exotèrica de govern és aquella en què totes les actuacions del govern s'han de fer públiques i han de ser ratificades per la ciutadania. Aquesta pràctica de govern sòl denominar-se transparència.